# Her Career
Her Career è un cortometraggio muto del 1915 diretto da Burton L. King.

## Produzione
Il film fu prodotto dalla Selig Polyscope Company.

## Distribuzione
Il copyright del film, richiesto dalla Selig Polyscope Co., fu registrato il 26 aprile 1915 con il numero LP5171.
Distribuito dalla General Film Company, il film - un cortometraggio in una bobina - uscì nelle sale cinematografiche statunitensi il 5 maggio 1915.